# SZA
Solána Imani Rowe (Saint Louis (Missouri), 8 november 1989), beter bekend als SZA, is een Amerikaanse singer en songwriter.
SZA's debuutstudio-album, Ctrl, werd uitgebracht op 9 juni 2017. Het album en de nummers ervan werden genomineerd voor vier Grammy Awards. Ctrl werd door Time gerangschikt als het beste album van 2017. SZA werd international bekend door haar samenwerking met Maroon 5 voor het nummer 'What Lovers Do' uit 2017. Solo brak de zangeres echt door met haar tweede studioalbum SOS, dat uitkwam in 2022. Ze verkreeg drie Grammy Awards en een Brit Award voor het album.

## Jeugd
Solána Imani Rowe werd geboren op 8 november 1989 in St. Louis, Missouri en groeide op in Maplewood, New Jersey. Haar vader was een producer bij CNN, terwijl haar moeder werkte bij AT&T. Rowe werd geboren uit Afro-Amerikaanse ouders, een christelijke moeder en een moslimvader. Ze groeide op als orthodoxe moslim.

## Carrière

### 2011–14: begin van carrière en ep's
Op 29 oktober 2012 bracht SZA in eigen beheer haar debuut-ep See. SZA.Run.
Op 10 april 2013 bracht SZA haar tweede ep uit, S, die positieve recensies kreeg van muziekcritici. SZA promootte het cd'tje met de release van een videoclip voor het nummer "Ice Moon", geregisseerd door Lemar & Dauley.
Op 26 maart 2014 bracht R&B artiest SZA de single "Child's Play" uit met Chance the Rapper. Een volgende ep Z, werd uitgebracht op 8 april 2014; de eerste single, "Babylon", werd vergezeld van een videoclip. Om Z te promoten, trad SZA op tijdens verschillende showcases op het SXSW Music Festival in Austin, Texas.

### 2015–18:Ctrlen doorbraak

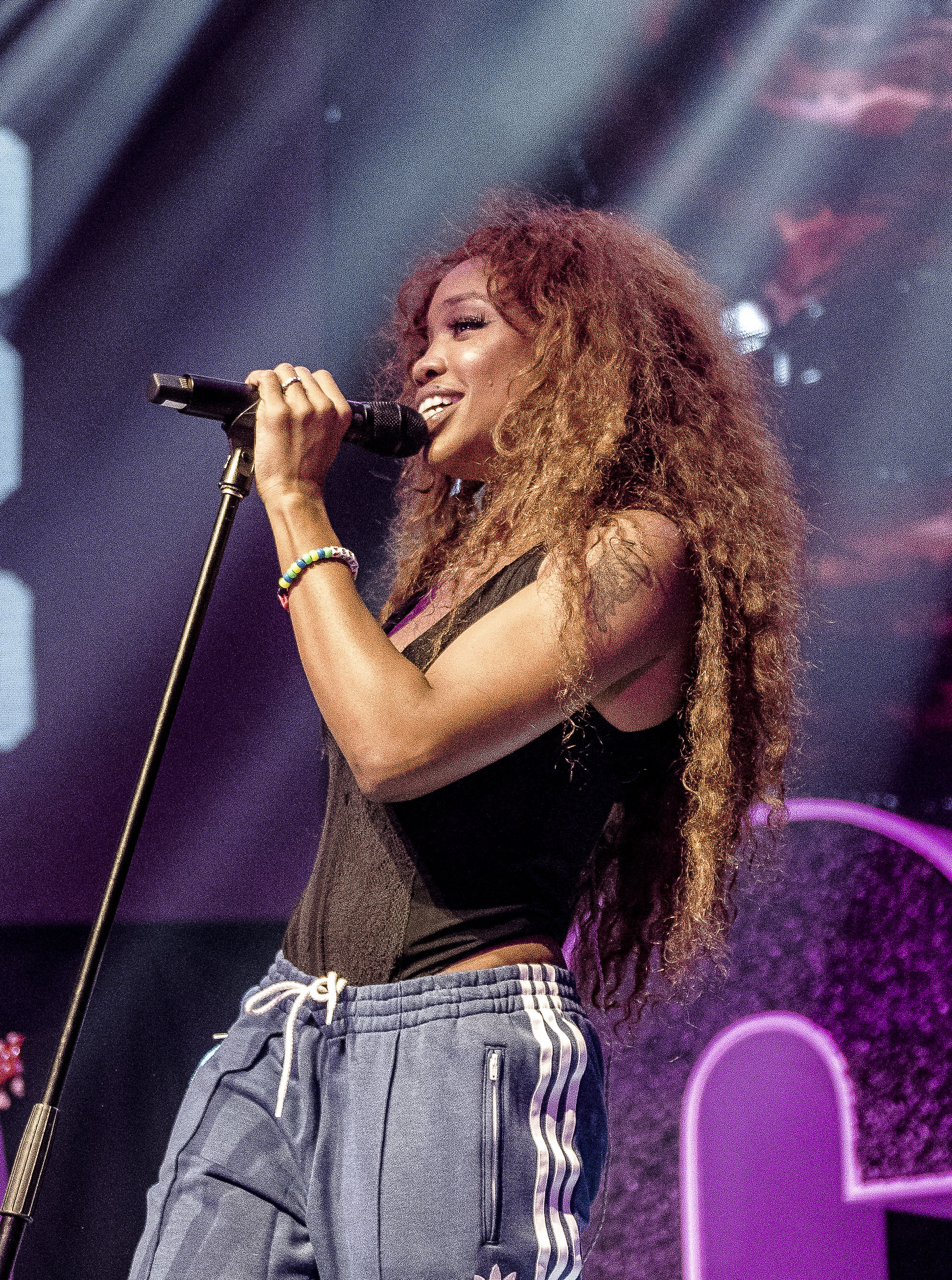
SZA op in Toronto, Canada tijdens de Ctrl the Tour in augustus 2017.

Samen met Rihanna en Tyran Donaldson schreef SZA "Consideration" voor Rihanna's album Anti (2016); Naast het schrijven, verscheen SZA ook op het nummer en zong ze samen het nummer met Rihanna op de Brit Awards 2016 op 24 februari 2016.
In januari 2017 bracht SZA "Drew Barrymore" uit, de eerste single van haar langverwachte debuutalbum Ctrl. Op 9 juni 2017 bracht SZA haar debuutalbum, Ctrl. Het album werd ondersteund door verschillende singles, waaronder "Love Galore", dat een piek bereikte in de top 40 van de Billboard Hot 100 chart en later platina werd. Ctrl werd door Time gerangschikt als het beste album van 2017. Om het album te promoten ging ze ook op tournee. SZA gaf 50 concerten vooral in de Verenigde Staten.
In augustus 2017 werkte SZA samen met de Amerikaanse poprockband Maroon 5 voor de single "What Lovers Do" van hun zesde studioalbum Red Pill Blues. Het nummer haalde wereldwijd hoge noteringen.
Op 28 november 2017 ontving SZA vijf Grammy- nominaties, waaronder een voor Best New Artist. Ze ontving de meeste nominaties voor een vrouwelijke artiest in 2018 en was de vierde meest genomineerde artiest in totaal. Uiteindelijk wist ze de nominaties niet te verzilveren.
In januari 2018 kwam het nummer "All the Stars" uit, met Kendrick Lamar, de belangrijkste single uit de film Black Panther. Het nummer haalde buiten de Verenigde Staten ook de hitlijsten in België, Nederland en nog wat andere landen.

### 2019–heden: Samenwerkingen, SOS en LANA
Op 26 februari 2020 brachten SZA en Timberlake "The Other Side" uit, een nummer van de Trolls World Tour- soundtrack. SZA bevestigde verder ook, dat ze bezig is met het maken van een tweede studioalbum.
In 2022 wist SZA na vier jaar haar eerste Grammy binnen te halen. Ze werd genomineerd in vijf categorieën, uiteindelijk won ze de award voor Best Pop Duo Performance voor haar samenwerking Kiss Me More met collega-rapster Doja Cat. Verder bracht SZA nog een vervolg uit van haar debuutalbum om het vijfjarige bestaan te vieren. Er werden zeven nieuwe nummers vrijgegeven. Eind december werd het album SOS uitgebracht, waarop samenwerkingen staan met Phoebe Bridgers en Travis Scott. 
Het album werd goed onthaald door critici, bereikte de toppositie in de Billboard Hot 200, en werd samen met de reeks singles die op het album staan, genomineerd voor negen Grammy Awards. SZA won in de categorie Best Progressive R&B Album en opnieuw in de categorie Best Pop Duo voor haar single Ghost in the Machine met Phoebe Bridgers. 
In januari 2025 maakte SZA haar acteerdebuut in de hoofdrol van Alyssa in de bioscoopfilm One of Them Days. In 2025 bracht ze haar album SOS opnieuw uit als Lana. Op 9 februari 2025 schitterde ze naast Kendrick Lamar op de Super Bowl LIX halftime show. In hetzelfde jaar gaan de twee samen op tournee doorheen Europese, en Amerikaanse steden.

## Discografie

### Albums
| Ctrl | 9 juni 2017     | RCA          | 125 | 58 | 3 | 3 |
| SOS  | 9 december 2022 | RCA Top Dawg | 5   | 1  | 2 | 1 |

### Singles
| Single                                  | Verschijnen | Album             | Hitlijsten | Hitlijsten | Hitlijsten | Hitlijsten | Hitlijsten | Hitlijsten |
| Single                                  | Verschijnen | Album             | BE (VL)    | BE (VL)    | NL         | NL         | VK         | VS         |
| Single                                  | Verschijnen | Album             | Piek       | Weken      | Piek       | Weken      | Piek       | Piek       |
| --------------------------------------- | ----------- | ----------------- | ---------- | ---------- | ---------- | ---------- | ---------- | ---------- |
| Drew Barrymore                          | 2017        | Ctrl              | Tip        | —          | —          |            | —          | —          |
| Love Galore (met Travis Scott)          | 2017        | Ctrl              | Tip        | —          | —          | —          | —          | 32         |
| The Weekend (solo of met Calvin Harris) | 2017        | Ctrl              | Tip        | —          | —          | —          | 55         | 29         |
| What Lovers Do (met Maroon 5)           | 2017        | Red Pill Blues    | 8          | 27         | 10         | 26         | 12         | 9          |
| All the Stars (met Kendrick Lamar)      | 2018        | Black Panther     | 21         | 11         | 19         | 15         | 15         | 7          |
| Broken Clocks                           | 2018        | Ctrl              | —          | —          | —          | —          | —          | 82         |
| Power is Power (met Travis Scott)       | 2019        | For The Throne    | 60         | —          | —          | —          | 45         | 90         |
| The Other Side (met Justin Timberlake)  | 2020        | Trolls World Tour | 50         | 1          | 33         | 3          | 44         | 61         |
| Hit Different (met Ty Dolla Sign)       | 2020        | —                 | —          | —          | —          | —          | 55         | 29         |
| Good Days                               | 2020        | SOS               | Tip        | —          | 39         | 12         | 28         | 9          |
| Kiss Me More (met Doja Cat)             | 2021        | Planet Her        | 21         | 19         | 7          | 25         | 3          | 3          |
| I Hate U                                | 2021        | SOS               | —          | —          | Tip        | —          | 38         | 7          |
| Shirt                                   | 2022        | SOS               | —          | —          | 63         | 1          | 17         | 11         |
| Kill Bill                               | 2023        | SOS               | 40         | 9*         | 15         | 32         | 3          | 1          |
| Snooze (solo of met Justin Bieber)      | 2023        | SOS               | —          | —          | 52         | 6          | 18         | 2          |
| Saturn                                  | 2024        | Lana              |            |            | 60         |            | 15         | 6          |
| Luther (met Kendrick Lamar)             | 2024        | —                 | 48         | 2*         | 17         | 4*         | 4          | 1          |

## Tournees

### Hoofdact
- Ctrl the Tour (2017–18)
- The Championship Tour (met Top Dawg Entertainment) (2018)
- SOS Tour (2023)

### Supportact
- Jhené Aiko - Enter the Void Tour (2014)
- Jessie J - Sweet Talker Tour (2015)
- Bryson Tiller - Set It Off Tour (2017)

- Bibliothèque nationale de France: cb17746090d (data)
- Gemeinsame Normdatei: 1234174731
- International Standard Name Identifier: 0000 0004 4802 241X
- Library of Congress Control Number: no2015048573
- MusicBrainz: 272989c8-5535-492d-a25c-9f58803e027f
- MusicBrainz: 433eec59-beea-4639-86d3-8742462986c1
- Nationale Bibliotheek van Tsjechië: pag20201084631
- Virtual International Authority File: 315601660
- WorldCat: E39PBJjhGt3GKPxGMfbPgxkJjC